# Lijst van Nederlandse (in)formateurs en verkenners

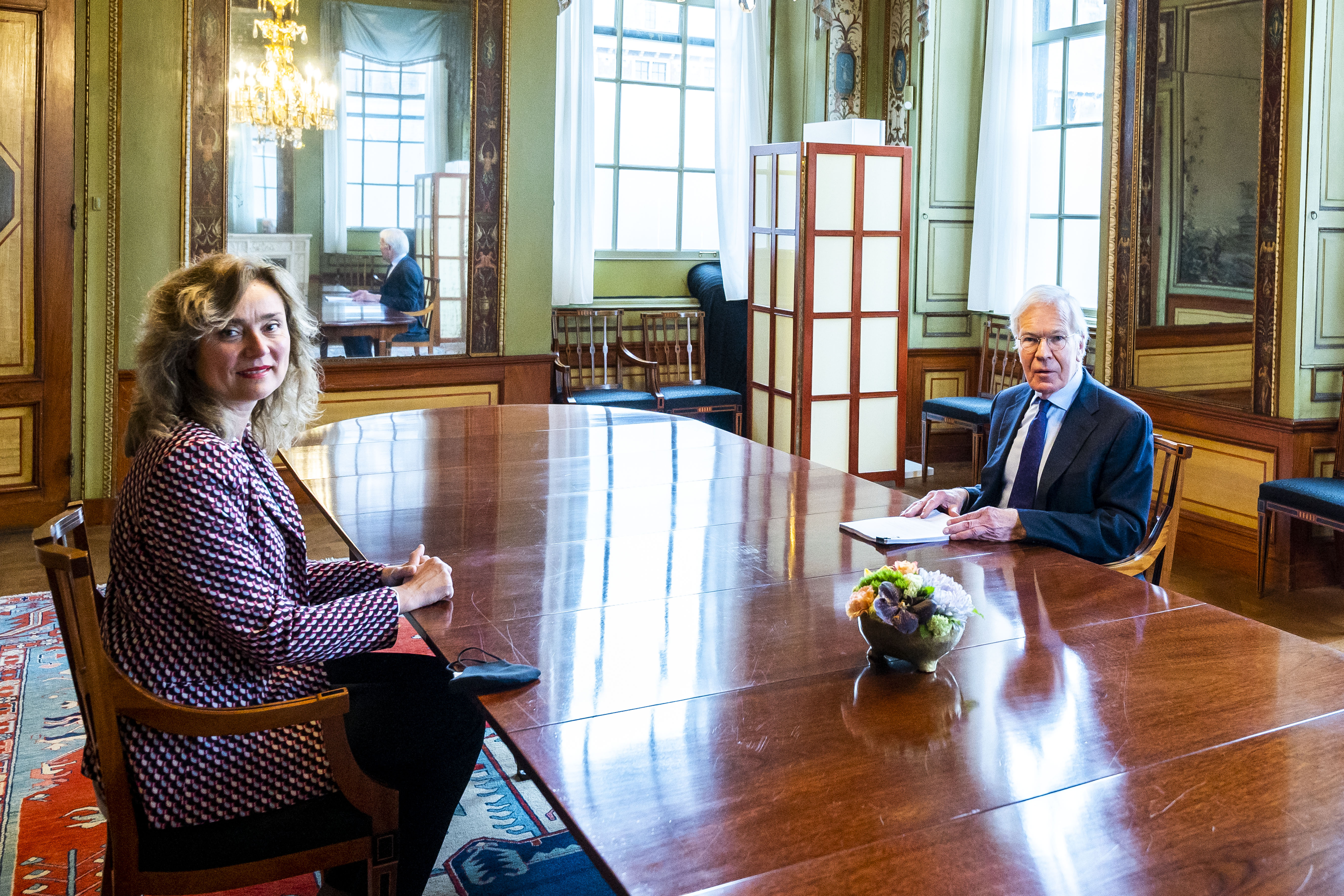
Herman Tjeenk Willink (PvdA) ontvangt zijn informateursopdracht van Tweede Kamervoorzitter Vera Bergkamp tijdens de kabinetsformatie van 2021-'22. Hij was eerder informateur in 1994 (tweemaal), 1999, 2010 en 2017. Als ambtelijk secretaris ondersteunde hij de formaties in 1972 en 1977.

Dit is een lijst van formateurs, informateurs en verkenners die zijn ingezet tijdens een kabinetsformatie in Nederland om te komen tot een kabinet.
De rol van formateur bestaat sinds de eerste kabinetsformatie in 1848. Over het algemeen krijgen formateurs een opdracht een kabinet te formeren. Vaak is de formateur dan de beoogd minister-president. Sommige formateurs kregen echter de opdracht informerend voorwerk te doen. Tot 2017 was het gebruikelijk dat een formateur de opdracht niet direct aanvaardt, maar deze in beraad neemt tot de formateur zekerheid meent te hebben dat het kabinet te vormen is. Door de introductie van de verkenner en de informateur houdt de formateur zich sinds 1982 in de praktijk vooral bezig met de personele invulling van het kabinet.
In 1951 ontstond er een aparte rol voor het informerende voorwerk; de informateur. Sinds dat jaar is er geen enkele formatie geweest zonder informateur, hoewel dit vijfmaal wel geprobeerd is. Sinds 1989 is het gebruikelijk dat de eerste informateur een opdracht krijgt om binnen een korte tijd een verkenning te doen van de mogelijkheden voor een kabinet. Sinds 2012 is dit een aparte rol; de verkenner. Sinds datzelfde jaar worden de (in)formateurs en verkenners aangewezen door de Tweede Kamer, in plaats van de koning(in) die dat tot dan toe deed. Voor alle rollen geldt dat de eerste doorgaans afkomstig is van de grootste partij.

## Lijst
| Naam                                            | Begindatum        | Aantal dagen | Rol         | Partij/ Politieke stroming | Formatie       |
| ----------------------------------------------- | ----------------- | ------------ | ----------- | -------------------------- | -------------- |
| Richard van Zwol                                | 22 mei 2024       | 41           | Formateur   | CDA                        | 2023-'24       |
| Richard van Zwol                                | 20 maart 2024     | 58           | Informateur | CDA                        | 2023-'24       |
| Elbert Dijkgraaf                                | 20 maart 2024     | 58           | Informateur | SGP                        | 2023-'24       |
| Kim Putters                                     | 14 februari 2024  | 30           | Informateur | PvdA                       | 2023-'24       |
| Ronald Plasterk                                 | 13 december 2023  | 62           | Informateur | PvdA                       | 2023-'24       |
| Ronald Plasterk                                 | 28 november 2023  | 14           | Verkenner   | PvdA                       | 2023-'24       |
| Gom van Strien                                  | 24 november 2023  | 4            | Verkenner   | PVV                        | 2023-'24       |
| Mark Rutte                                      | 16 december 2021  | 25           | Formateur   | VVD                        | 2021-'22       |
| Wouter Koolmees                                 | 5 oktober 2021    | 71           | Informateur | D66                        | 2021-'22       |
| Johan Remkes                                    | 5 oktober 2021    | 71           | Informateur | VVD                        | 2021-'22       |
| Johan Remkes                                    | 7 september 2021  | 23           | Informateur | VVD                        | 2021-'22       |
| Mariëtte Hamer                                  | 12 mei 2021       | 113          | Informateur | PvdA                       | 2021-'22       |
| Herman Tjeenk Willink                           | 6 april 2021      | 24           | Informateur | PvdA                       | 2021-'22       |
| Tamara van Ark                                  | 25 maart 2021     | 8            | Verkenner   | VVD                        | 2021-'22       |
| Wouter Koolmees                                 | 25 maart 2021     | 8            | Verkenner   | D66                        | 2021-'22       |
| Annemarie Jorritsma                             | 18 maart 2021     | 8            | Verkenner   | VVD                        | 2021-'22       |
| Kajsa Ollongren                                 | 18 maart 2021     | 8            | Verkenner   | D66                        | 2021-'22       |
| Mark Rutte                                      | 12 oktober 2017   | 14           | Formateur   | VVD                        | 2017           |
| Gerrit Zalm                                     | 28 juni 2017      | 105          | Informateur | VVD                        | 2017           |
| Herman Tjeenk Willink                           | 30 mei 2017       | 29           | Informateur | PvdA                       | 2017           |
| Edith Schippers                                 | 28 maart 2017     | 63           | Informateur | VVD                        | 2017           |
| Edith Schippers                                 | 16 maart 2017     | 11           | Verkenner   | VVD                        | 2017           |
| Mark Rutte                                      | 31 oktober 2012   | 5            | Formateur   | VVD                        | 2012           |
| Wouter Bos                                      | 20 september 2012 | 42           | Informateur | PvdA                       | 2012           |
| Henk Kamp                                       | 20 september 2012 | 42           | Informateur | VVD                        | 2012           |
| Henk Kamp                                       | 13 september 2012 | 6            | Verkenner   | VVD                        | 2012           |
| Mark Rutte                                      | 7 oktober 2010    | 8            | Formateur   | VVD                        | 2010           |
| Ivo Opstelten                                   | 13 september 2010 | 25           | Informateur | VVD                        | 2010           |
| Herman Tjeenk Willink                           | 7 september 2010  | 7            | Informateur | PvdA                       | 2010           |
| Ivo Opstelten                                   | 4 augustus 2010   | 32           | Informateur | VVD                        | 2010           |
| Ruud Lubbers                                    | 21 juli 2010      | 14           | Informateur | CDA                        | 2010           |
| Uri Rosenthal                                   | 5 juli 2010       | 16           | Informateur | VVD                        | 2010           |
| Jacques Wallage                                 | 5 juli 2010       | 16           | Informateur | PvdA                       | 2010           |
| Herman Tjeenk Willink                           | 26 juni 2010      | 10           | Informateur | PvdA                       | 2010           |
| Uri Rosenthal                                   | 12 juni 2010      | 14           | Informateur | VVD                        | 2010           |
| Jan Peter Balkenende                            | 9 februari 2007   | 13           | Formateur   | CDA                        | 2006-'7        |
| Herman Wijffels                                 | 20 december 2006  | 51           | Informateur | CDA                        | 2006-'7        |
| Rein Jan Hoekstra                               | 25 november 2006  | 25           | Informateur | CDA                        | 2006-'7        |
| Jan Peter Balkenende                            | 5 juli 2006       | 3            | Formateur   | CDA                        | 2006           |
| Ruud Lubbers                                    | 1 juli 2006       | 4            | Informateur | CDA                        | 2006           |
| Jan Peter Balkenende                            | 20 mei 2003       | 7            | Formateur   | CDA                        | 2003           |
| Rein Jan Hoekstra                               | 15 april 2003     | 35           | Informateur | CDA                        | 2003           |
| Frits Korthals Altes                            | 15 april 2003     | 35           | Informateur | VVD                        | 2003           |
| Frans Leijnse                                   | 5 februari 2003   | 66           | Informateur | PvdA                       | 2003           |
| Piet Hein Donner                                | 5 februari 2003   | 66           | Informateur | CDA                        | 2003           |
| Piet Hein Donner                                | 24 januari 2003   | 11           | Informateur | CDA                        | 2003           |
| Jan Peter Balkenende                            | 4 juli 2002       | 18           | Formateur   | CDA                        | 2002           |
| Piet Hein Donner                                | 17 mei 2002       | 48           | Informateur | CDA                        | 2002           |
| Herman Tjeenk Willink                           | 22 mei 1999       | 18           | Formateur   | PvdA                       | 1999           |
| Wim Kok                                         | 20 juli 1998      | 14           | Formateur   | PvdA                       | 1998           |
| Wim Kok                                         | 14 mei 1998       | 67           | Informateur | PvdA                       | 1998           |
| Gerrit Zalm                                     | 14 mei 1998       | 67           | Informateur | VVD                        | 1998           |
| Els Borst                                       | 14 mei 1998       | 67           | Informateur | D66                        | 1998           |
| Klaas de Vries                                  | 8 mei 1998        | 6            | Informateur | PvdA                       | 1998           |
| Wim Kok                                         | 29 juli 1994      | 22           | Formateur   | PvdA                       | 1994           |
| Wim Kok                                         | 6 juli 1994       | 23           | Informateur | PvdA                       | 1994           |
| Herman Tjeenk Willink                           | 27 juni 1994      | 9            | Informateur | PvdA                       | 1994           |
| Jan Vis                                         | 14 mei 1994       | 44           | Informateur | D66                        | 1994           |
| Gijs van Aardenne                               | 14 mei 1994       | 44           | Informateur | VVD                        | 1994           |
| Klaas de Vries                                  | 14 mei 1994       | 44           | Informateur | PvdA                       | 1994           |
| Herman Tjeenk Willink                           | 6 mei 1994        | 8            | Informateur | PvdA                       | 1994           |
| Ruud Lubbers                                    | 27 oktober 1989   | 9            | Formateur   | CDA                        | 1989           |
| Ruud Lubbers                                    | 13 september 1989 | 45           | Informateur | CDA                        | 1989           |
| Jan de Koning                                   | 8 september 1989  | 5            | Informateur | CDA                        | 1989           |
| Ruud Lubbers                                    | 11 juli 1986      | 3            | Formateur   | CDA                        | 1986           |
| Jan de Koning                                   | 23 mei 1986       | 50           | Informateur | CDA                        | 1986           |
| Ruud Lubbers                                    | 30 oktober 1982   | 5            | Formateur   | CDA                        | sep-nov 1982   |
| Willem Scholten                                 | 1 oktober 1982    | 29           | Informateur | CDA                        | sep-nov 1982   |
| Jos van Kemenade                                | 10 september 1982 | 21           | Informateur | PvdA                       | sep-nov 1982   |
| Dries van Agt                                   | 25 mei 1982       | 4            | Formateur   | CDA                        | mei 1982       |
| Piet Steenkamp                                  | 14 mei 1982       | 12           | Informateur | CDA                        | mei 1982       |
| Cees de Galan                                   | 16 oktober 1981   | 19           | Informateur | PvdA                       |                |
| Victor Halberstadt                              | 16 oktober 1981   | 19           | Informateur | PvdA                       |                |
| Dries van Agt                                   | 2 september 1981  | 9            | Formateur   | CDA                        | 1981           |
| Wilhelm Friedrich de Gaay Fortman               | 20 augustus 1981  | 13           | Informateur | CDA                        | 1981           |
| Sjeng Kremers                                   | 4 augustus 1981   | 16           | Formateur   | CDA                        | 1981           |
| Ed van Thijn                                    | 4 augustus 1981   | 16           | Formateur   | PvdA                       | 1981           |
| Ed van Thijn                                    | 10 juli 1981      | 25           | Informateur | PvdA                       | 1981           |
| Ruud Lubbers                                    | 30 mei 1981       | 66           | Informateur | CDA                        | 1981           |
| Jan de Koning                                   | 30 mei 1981       | 66           | Informateur | CDA                        | 1981           |
| Dries van Agt                                   | 8 december 1977   | 11           | Formateur   | CDA                        | 1977           |
| Wim van der Grinten                             | 8 november 1977   | 29           | Informateur | CDA                        | 1977           |
| Joop den Uyl                                    | 26 oktober 1977   | 10           | Formateur   | PvdA                       | 1977           |
| Maarten Vrolijk                                 | 11 oktober 1977   | 15           | Informateur | PvdA                       | 1977           |
| Koos Verdam                                     | 11 oktober 1977   | 15           | Informateur | CDA                        | 1977           |
| Joop den Uyl                                    | 2 september 1977  | 35           | Formateur   | PvdA                       | 1977           |
| Gerard Veringa                                  | 2 september 1977  | 35           | Formateur   | CDA                        | 1977           |
| Gerard Veringa                                  | 26 augustus 1977  | 7            | Informateur | CDA                        | 1977           |
| Joop den Uyl                                    | 27 juli 1977      | 30           | Formateur   | PvdA                       | 1977           |
| Wil Albeda                                      | 20 juli 1977      | 7            | Informateur | CDA                        | 1977           |
| Joop den Uyl                                    | 1 juni 1977       | 45           | Formateur   | PvdA                       | 1977           |
| Jaap Burger                                     | 23 april 1973     | 18           | Formateur   | PvdA                       | 1972-'73       |
| Marinus Ruppert                                 | 23 april 1973     | 18           | Formateur   | ARP                        | 1972-'73       |
| Dries van Agt                                   | 10 april 1973     | 13           | Informateur | KVP                        | 1972-'73       |
| Wil Albeda                                      | 10 april 1973     | 13           | Informateur | ARP                        | 1972-'73       |
| Jaap Burger                                     | 1 februari 1973   | 62           | Formateur   | PvdA                       | 1972-'73       |
| Marinus Ruppert                                 | 4 december 1972   | 58           | Informateur | ARP                        | 1972-'73       |
| Barend Biesheuvel                               | 22 juli 1972      | 18           | Formateur   | ARP                        | 1972           |
| Barend Biesheuvel                               | 21 juni 1971      | 15           | Formateur   | ARP                        | 1971           |
| Piet Steenkamp                                  | 15 mei 1971       | 37           | Informateur | KVP                        | 1971           |
| Piet de Jong                                    | 21 maart 1967     | 14           | Formateur   | KVP                        | 1967           |
| Barend Biesheuvel                               | 9 maart 1967      | 12           | Formateur   | ARP                        | 1967           |
| Louis Beel                                      | 6 maart 1967      | 3            | Informateur | KVP                        | 1967           |
| Jelle Zijlstra                                  | 18 februari 1967  | 15           | Informateur | ARP                        | 1967           |
| Jelle Zijlstra                                  | 16 november 1966  | 6            | Formateur   | ARP                        | 1966           |
| Louis Beel                                      | 4 november 1966   | 12           | Informateur | KVP                        | 1966           |
| Norbert Schmelzer                               | 18 oktober 1966   | 17           | Informateur | KVP                        | 1966           |
| Jo Cals                                         | 15 maart 1965     | 29           | Formateur   | KVP                        | 1965           |
| Norbert Schmelzer                               | 2 maart 1965      | 11           | Informateur | KVP                        | 1965           |
| Victor Marijnen                                 | 16 juli 1963      | 8            | Formateur   | KVP                        | 1963           |
| Jan de Quay                                     | 5 juli 1963       | 11           | Formateur   | KVP                        | 1963           |
| Louis Beel                                      | 28 juni 1963      | 7            | Informateur | KVP                        | 1963           |
| Wim de Kort                                     | 6 juni 1963       | 21           | Formateur   | KVP                        | 1963           |
| Carl Romme                                      | 20 mei 1963       | 16           | Informateur | KVP                        | 1963           |
| Wilhelm Friedrich de Gaay Fortman               | 27 december 1960  | 6            | Informateur | ARP                        | 1960-'61       |
| Jan de Quay                                     | 14 mei 1959       | 5            | Formateur   | KVP                        | 1959           |
| Louis Beel                                      | 1 mei 1959        | 13           | Informateur | KVP                        | 1959           |
| Jan de Quay                                     | 28 maart 1959     | 30           | Formateur   | KVP                        | 1959           |
| Louis Beel                                      | 14 maart 1959     | 13           | Informateur | KVP                        | 1959           |
| Louis Beel                                      | 19 december 1958  | 3            | Formateur   | KVP                        | 1958           |
| Louis Beel                                      | 12 december 1958  | 7            | Informateur | KVP                        | 1958           |
| Willem Drees                                    | 9 oktober 1956    | 3            | Formateur   | PvdA                       | 1956           |
| Jaap Burger                                     | 20 september 1956 | 19           | Informateur | PvdA                       | 1956           |
| Wilhelm Friedrich de Gaay Fortman               | 22 augustus 1956  | 25           | Informateur | ARP                        | 1956           |
| Piet Lieftinck                                  | 16 augustus 1956  | 5            | Informateur | PvdA                       | 1956           |
| Piet Lieftinck                                  | 7 augustus 1956   | 9            | Informateur | PvdA                       | 1956           |
| Carl Romme                                      | 24 juni 1956      | 9            | Formateur   | KVP                        | 1956           |
| Willem Drees                                    | 16 juni 1956      | 38           | Formateur   | PvdA                       | 1956           |
| Jaap Burger                                     | 25 mei 1955       | 9            | Formateur   | PvdA                       | 1955           |
| Willem Drees                                    | 29 augustus 1952  | 4            | Formateur   | PvdA                       | 1952           |
| Cornelis Staf                                   | 22 augustus 1952  | 5            | Formateur   | CHU                        | 1952           |
| Leendert Antonie Donker                         | 5 augustus 1952   | 17           | Formateur   | PvdA                       | 1952           |
| Louis Beel                                      | 23 juli 1952      | 13           | Informateur | KVP                        | 1952           |
| Willem Drees                                    | 27 juni 1952      | 26           | Formateur   | PvdA                       | 1952           |
| Carl Romme                                      | 13 maart 1951     | 2            | Formateur   | KVP                        | 1951           |
| Carl Romme                                      | 27 februari 1951  | 15           | Informateur | KVP                        | 1951           |
| Max Steenberghe                                 | 18 februari 1951  | 7            | Formateur   | KVP                        | 1951           |
| Willem Drees                                    | 1 februari 1951   | 16           | Formateur   | PvdA                       | 1951           |
| Josef van Schaik                                | 1 februari 1951   | 16           | Formateur   | KVP                        | 1951           |
| Dirk Stikker                                    | 28 januari 1951   | 5            | Informateur | VVD                        | 1951           |
| Josef van Schaik                                | 30 juli 1948      | 8            | Formateur   | KVP                        | 1948           |
| Louis Beel                                      | 22 juli 1948      | 8            | Formateur   | KVP                        | 1948           |
| Louis Beel                                      | 13 juli 1948      | 10           | Formateur   | KVP                        | 1948           |
| Louis Beel                                      | 27 mei 1946       | 36           | Formateur   | KVP                        | 1946           |
| Willem Drees                                    |                   |              | Formateur   | SDAP                       | mei-jun 1945   |
| Willem Schermerhorn                             |                   |              | Formateur   |                            | mei-jun 1945   |
| Pieter Gerbrandy                                | 8 februari 1945   | 15           | Formateur   | ARP                        | feb 1945       |
| Pieter Gerbrandy                                | 1 juli 1941       | 26           | Formateur   | ARP                        | 1941           |
| Pieter Gerbrandy                                | 28 augustus 1940  | 3            | Formateur   | ARP                        | 1940           |
| Dirk de Geer                                    | 4 augustus 1939   | 6            | Formateur   | CHU                        | augustus 1939  |
| Hendrik Colijn                                  | 14 juli 1939      | 12           | Formateur   | ARP                        | juni-juli 1939 |
| Dionysius Koolen                                | 9 juli 1939       | 6            | Formateur   | RKSP                       | juni-juli 1939 |
| Hendrik Colijn                                  | 30 juni 1939      | 10           | Formateur   | ARP                        | juni-juli 1939 |
| Hendrik Colijn                                  | 30 mei 1937       | 25           | Formateur   | ARP                        | 1937           |
| Hendrik Colijn                                  | 29 juli 1935      | 2            | Formateur   | ARP                        | 1935           |
| Piet Aalberse                                   | 26 juli 1935      | 2            | Formateur   | RKSP                       | 1935           |
| Hendrik Colijn                                  | 16 mei 1933       | 11           | Formateur   | ARP                        | 1933           |
| Hendrik Colijn                                  | 2 mei 1933        | 15           | Formateur   | ARP                        | 1933           |
| Charles Ruijs de Beerenbrouck                   | 3 augustus 1929   | 7            | Formateur   | RKSP                       | 1929           |
| Charles Ruijs de Beerenbrouck                   | 12 juli 1929      | 18           | Formateur   | RKSP                       | 1929           |
| Dirk de Geer                                    | 1 maart 1926      | 4            | Formateur   | CHU                        | 1925-'26       |
| Joseph Limburg                                  | 23 januari 1926   | 35           | Formateur   | VDB                        | 1925-'26       |
| Johannes Theodoor de Visser                     | 12 december 1925  | 42           | Formateur   | CHU                        | 1925-'26       |
| Johannes Theodoor de Visser                     | 8 december 1925   | 4            | Formateur   | CHU                        | 1925-'26       |
| Henri Marchant                                  | 24 november 1925  | 8            | Formateur   | VDB                        | 1925-'26       |
| Hendrik Colijn                                  | 15 juli 1925      | 18           | Formateur   | ARP                        | 1925           |
| Herman Adriaan van Karnebeek                    | 4 januari 1924    | 3            | Formateur   | liberaal                   | 1923-'24       |
| Frans Beelaerts van Blokland                    | 24 november 1923  | 12           | Formateur   | CHU                        | 1923-'24       |
| Dionysius Koolen                                | 15 november 1923  | 10           | Formateur   | RKSP                       | 1923-'24       |
| Charles Ruijs de Beerenbrouck                   | 22 juli 1922      | 49           | Formateur   | RKSP                       | 1922           |
| Dirk de Geer                                    | 19 juli 1922      | 4            | Formateur   | CHU                        | 1922           |
| Charles Ruijs de Beerenbrouck                   | 22 juni 1921      | 35           | Formateur   | RKSP                       | 1921           |
| Charles Ruijs de Beerenbrouck                   | 29 augustus 1918  | 9            | Formateur   | RKSP                       | 1918           |
| Wilhelmus Hubertus Nolens                       | 13 juli 1918      | 38           | Formateur   | RKSP                       | 1918           |
| Pieter Cort van der Linden                      | 2 augustus 1913   | 27           | Formateur   |                            | 1913           |
| Dirk Bos                                        | 11 juli 1913      | 15           | Formateur   | VDB                        | 1913           |
| Theo Heemskerk                                  | 16 januari 1908   | 27           | Formateur   | ARP                        | 1907-'08       |
| Pieter Cort van der Linden                      | 17 maart 1907     | 5            | Formateur   |                            | 1907           |
| Jan Elias Nicolaas Schimmelpenninck van der Oye | 27 februari 1907  | 3            | Formateur   | CHU                        | 1907           |
| Hendrik Goeman Borgesius                        | 14 juli 1905      | 34           | Formateur   | LU                         | 1905           |
| Abraham Kuyper                                  | 11 juli 1901      | 15           | Formateur   | ARP                        | 1901           |
| Nicolaas Pierson                                | 13 juli 1897      | 10           | Formateur   | LU                         | 1897           |
| Joan Röell                                      | 4 mei 1894        | 4            | Formateur   | liberaal                   | 1894           |
| Gijsbert van Tienhoven                          | 26 juli 1891      | 22           | Formateur   | liberaal                   | 1891           |
| Æneas Mackay                                    | 4 april 1888      | 15           | Formateur   | ARP                        | 1888           |
| Jan Heemskerk Azn.                              | 29 maart 1883     | 23           | Formateur   |                            | 1883           |
| Johan George Gleichman                          | 19 maart 1883     | 5            | Formateur   |                            | 1883           |
| Otto van Rees                                   | 12 maart 1883     | 7            | Formateur   | liberaal                   | 1883           |
| Jan Heemskerk Azn.                              | 4 maart 1883      | 9            | Formateur   |                            | 1883           |
| Theo van Lynden van Sandenburg                  | 8 augustus 1882   | 5            | Formateur   | conservatief               | 1882           |
| Johannes Tak van Poortvliet                     | 31 juli 1882      | 9            | Formateur   |                            | 1882           |
| Theo van Lynden van Sandenburg                  | 3 juli 1882       | 5            | Formateur   | conservatief               | 1882           |
| Eppo Cremers                                    | 12 juli 1879      | 11           |             | conservatief               | 1879           |
| Isaäc Dignus Fransen van de Putte               | 12 juli 1879      | 11           |             |                            | 1879           |
| Gerrit de Vries Azn                             | 12 juli 1879      | 11           |             |                            | 1879           |
| Theo van Lynden van Sandenburg                  | 24 juli 1879      | 9            | Formateur   | conservatief               | 1879           |
| Jan Kappeyne van de Coppello                    | 16 oktober 1877   | 17           | Formateur   | liberaal                   | 1877           |
| Jan Heemskerk Azn                               | 14 juli 1874      | 43           | Formateur   |                            | 1874           |
| Gerrit de Vries Azn                             | 25 juni 1872      | 10           | Formateur   |                            | 1872           |
| Johan Rudolph Thorbecke                         | 1 december 1870   | 33           | Formateur   | liberaal                   | 1870-'71       |
| Cornelis Fock                                   | 24 november 1870  | 5            | Formateur   | liberaal                   | 1870-'71       |
| Lodewijk Gerard Brocx                           | 24 november 1870  | 5            | Formateur   | liberaal                   | 1870-'71       |
| Johan Rudolph Thorbecke                         | 23 mei 1868       | 11           | Formateur   | liberaal                   | 1868           |
| Æneas Mackay                                    | 17 mei 1868       | 5            | Formateur   | antirevolutionair          | 1868           |
| Gerlach Cornelis Joannes van Reenen             | 4 mei 1868        | 5            | Formateur   | conservatief               | 1868           |
| Theo van Lynden van Sandenburg                  | 29 april 1868     | 4            | Formateur   | conservatief               | 1868           |
| Æneas Mackay                                    | 17 april 1868     | 2            | Formateur   | antirevolutionair          | 1868           |
| Jules van Zuylen van Nijevelt                   | 24 mei 1866       | 7            | Formateur   |                            | mei-jun 1866   |
| Isaäc Dignus Fransen van de Putte               | 29 januari 1866   | 7            | Formateur   |                            | jan-feb 1866   |
| Johan Rudolph Thorbecke                         | 18 januari 1862   | 13           | Formateur   |                            | 1862           |
| Jules van Zuylen van Nijevelt                   | 12 maart 1861     | 3            | Formateur   |                            | 1861           |
| Jan Jacob Rochussen                             | 16 februari 1861  | 24           | Formateur   |                            | 1861           |
| Schelto van Heemstra                            | 16 februari 1861  | 24           | Formateur   |                            | 1861           |
| Schelto van Heemstra                            | 21 februari 1860  | 3            | Formateur   |                            | 1860           |
| Floris Adriaan van Hall                         | 17 februari 1860  | 4            | Formateur   |                            | 1860           |
| Jan Jacob Rochussen                             | 3 maart 1858      | 16           | Formateur   |                            | 1858           |
| Justinus van der Brugghen                       | 1 juni 1856       | 30           | Formateur   |                            | 1856           |
| Floris Adriaan van Hall                         | 16 april 1853     | 3            | Formateur   |                            | 1853           |
| Johan Rudolph Thorbecke                         | 27 oktober 1849   | 3            | Formateur   |                            | 1849           |
| Jan Nedermeijer van Rosenthal                   | 27 oktober 1849   | 3            | Formateur   |                            | 1849           |
| Leonardus Antonius Lightenvelt                  | 20 september 1849 | 37           | Formateur   |                            | 1849           |
| Dirk Donker Curtius                             | 20 september 1849 | 37           | Formateur   |                            | 1849           |
| Gerrit Schimmelpenninck                         | 23 maart 1848     | 1            | Formateur   |                            | 1848           |